# 守谷香
守谷香（日语：／ Moritani Kaori，1969年7月26日—），出生於愛知縣犬山市的日本歌手，Home of Heart詐欺組織成員，與Home of Heart組織領導者Masaya有不倫關係。前夫是X JAPAN的TOSHI。

## 经历
守谷为南山大学附設高中肄业。1986年参加松竹举办的海选，在25000人中最终夺得头名，并以此在电影《寻找偶像》（日语：アイドルを探せ）中出道。此后以偶像身份活动。也使用过、等名义。1993年在主演的歌剧《哈姆雷特》中与TOSHI相会。1997年与TOSHI结婚，婚后经营TOSHI的个人事务所。2008年以名义重新开始歌手活动。2010年与TOSHI离婚。

## 出版
- 守谷佳央理 写真集（1989年）